# Strephonota
Genre
Strephonota est un genre de lépidoptères (papillons) de la famille des Lycaenidae et de la sous-famille des  Theclinae. 

## Dénomination
Le nom Strephonota a été donné par Johnson, Austin, Le Crom et Salazar en 1997.

## Liste d'espèces
- Strephonota acameda (Hewitson, 1867) ; présent au Brésil et en Guyane.
- Strephonota adela (Staudinger, 1888) ; présent au Pérou, au Surinam, en Guyana et en Guyane.
- Strephonota agrippa (Fabricius, 1793) ; présent au Venezuela, en Équateur et au Brésil
- Strephonota ambrax (Westwood, 1852) ; présent au Guatemala, au Nicaragua, à Panama, en Colombie, au Pérou, au Surinam, en Guyana et en Guyane.
- Strephonota azurinus (Butler & Druce, 1872) ; présent au Costa Rica.
- Strephonota bicolorata Faynel, 2003; présent en Guyane.
- Strephonota carteia (Hewitson, 1870) ; présent en Colombie, au Pérou, en Équateur et en Guyane.
- Strephonota cyllarissus (Herbst, 1800) ; présent en Colombie, au Pérou, au Surinam, en Guyana et en Guyane.
- Strephonota elika (Hewitson, 1867) ; présent au Brésil.
- Strephonota ericeta (Hewitson, 1867) ; présent au Guatemala.
- Strephonota falsistrephon (Faynel & Brévignon, 2003) ; présent en Guyane.
- Strephonota foyi (Schaus, 1902) ; présent au Pérou.
- Strephonota jactator (Druce, 1907) ; présent au Paraguay
- Strephonota malvania (Hewitson, 1867) ; présent à Panama, en Colombie et en Guyane.
- Strephonota parvipuncta (Lathy, 1926) ; présent au Pérou, en Colombie et en Guyane.
- Strephonota perola (Hewitson, 1867) ; présent au Brésil.
- Strephonota porphyritis (Druce, 1907) ; présent au Brésil et en Guyane.
- Strephonota pulchritudo (Druce, 1907) ; présent en Équateur.
- Strephonota purpurantes (Druce, 1907) ; présent au Pérou.
- Strephonota sphinx (Fabricius, 1775) ; présent  à Panama, au Pérou, en Colombie, en Bolivie, au Surinam, en Guyana et en Guyane.
- Strephonota strephon (Fabricius, 1775; présent au Pérou, au Surinam, en Guyana et en Guyane.
- Strephonota syedra (Hewitson, 1867) ; présent  au Guatemala, au Pérou, en Colombie, au Surinam, en Guyana et en Guyane.
- Strephonota tephraeus (Geyer, 1837) ; présent  au Mexique, au Pérou, en Venezuela, au Surinam, en Guyana et en Guyane.
- Strephonota trebonia (Hewitson, 1870) ; présent en Équateur
- Strephonota tyriam (Druce, 1907) ; présent en Colombie, en Bolivie au Brésil, au Surinam, en Guyana et en Guyane[1].